# Ensemble Musique nouvelle Bordeaux Aquitaine
Ne doit pas être confondu avec Musiques Nouvelles.
L'Ensemble Musique nouvelle Bordeaux Aquitaine est une formation musicale classique créée en 1984 par Michel Fusté-Lambezat et spécialisée dans le répertoire contemporain.
L'ensemble se consacre à la création d'œuvres de jeunes compositeurs et à la diffusion d'œuvres des XXe et XXIe siècles rarement jouées par des orchestres symphoniques ou de musique de chambre moins spécialisés. Il assure autour des concerts une mission pédagogique auprès du public, mission subventionnée par le ministère de la Culture, le conseil régional de Nouvelle-Aquitaine, le conseil général de la Gironde et la ville de Bordeaux.

## Musiciens
Formation à géométrie variable pouvant compter de six à vingt musiciens, l'ensemble voit passer dans ses rangs des instrumentistes d'horizons divers dont nombre sont membres de l'Orchestre national Bordeaux Aquitaine et professeurs au Conservatoire de Bordeaux ou membres d'autres ensembles de musique contemporaine.

## Créations
La plupart des créations de l'Ensemble Musique nouvelle Bordeaux Aquitaine sont données au Grand Théâtre de Bordeaux ou à la salle Jacques-Thibaud du Conservatoire de Bordeaux (devenue en 2003 salle Antoine-Vitez et affectée au Théâtre national de Bordeaux en Aquitaine).
- Thierry Alla : Drama pour ensemble instrumental (1989), Concerto-Etoiles (1994), Recordare pour octuor (1996)[2]
- Patrick Burgan : L'Oiseau empoisonné (1995) [3]
- Christian Eloy : Dissidence pour vingt instruments (1991)[4], Ethos pour ensemble instrumental traité en temps réel par un dispositif audionumérique (1996)[5], Sui generis pour ensemble instrumental avec harpe traitée en temps réel par un système audionumérique (2001)[6]
- Michel Fusté-Lambezat : Figures, espaces imaginaires (2001)[6]
- Christophe Havel : Tropiques pour onze instrumentistes (1989), Artifice pour douze instrumentistes (1990), Octopus pour douze instrumentistes (1991), Omotesis pour quinze instrumentistes (1991), a_Rs pour dix instrumentistes (1994), S'P'IR pour saxophone et quatorze instrumentistes (1996)[7]
- Philippe Hurel : Pour l'image pour quatorze instruments (1987)[8]
- Pascale Jakubowski : Vers l’île blanche, concerto pour piano et ensemble instrumental (1996)[9]
- Jérôme Joy : Instrumentalvarie pour ensemble instrumental et deux voix (1988)[10]
- Christian Lauba : Jeux pour seize instruments (1996)[11]
- Philippe Laval : Si (1996)[12]
- Thierry Pandelé :  Deux incantations pour des rites lointains , pour 14 instruments (1998)
- Jean-François Petitjean : Noyar (2001)[6]
- Charles-Henri Roux : Zoom (2001)[6]
- Daniel Tosi : Synthi 2 music pour ensemble instrumental (1995)[13]
- François Vercken : Souvenirs de Talaris (1987)[14]

## Discographie
- 1994 : Fragments imaginaires de Michel Fusté-Lambezat, Concerto étoiles de Thierry Alla, 103 Regards dans l'eau de Marius Constant, Jeux de Christian Lauba, Salle Jacques-Thibaud du Conservatoire national de Région de Bordeaux (Scalen Disc, Musique française d'aujourd'hui, SCD 868)[15]